# Ugod, Veszprém
Ugod  este un sat în districtul Pápa, județul Veszprém, Ungaria, având o populație de 1.434 de locuitori (2011). 

## Demografie
Componența etnică a satului Ugod
     Maghiari (87,92%)
     Germani (8,65%)
     Romi (2,44%)
     Necunoscut (0,59%)
     Români (0,4%)
     Alții (0,59%)
Componența confesională a satului Ugod
     Romano-catolici (71,2%)
     Reformați (5,86%)
     Fără religie (4,18%)
     Luterani (3,42%)
     Necunoscută (15,13%)
     Atei (0,21%)
     Alte religii (0,77%)
Conform recensământului din 2011, satul Ugod avea 1.434 de locuitori. Din punct de vedere etnic, majoritatea locuitorilor (87,92%) erau maghiari, existând și minorități de germani (8,65%) și romi (2,44%). Apartenența etnică nu este cunoscută în cazul a 0,59% din locuitori.  Din punct de vedere confesional, majoritatea locuitorilor (71,2%) erau romano-catolici, existând și minorități de reformați (5,86%), persoane fără religie (4,18%) și luterani (3,42%). Pentru 15,13% din locuitori nu este cunoscută apartenența confesională.